# Sporvognsmuseum Bremen
Das Depot er sporvejsmuseet i Bremen, der drives af foreningen Freunde der Bremer Straßenbahn e.V. (FdBS).
Museet ligger i Bremer Straßenbahns Sebaldsbrück Remise med indgang fra Schlossparkstraße 45. Det har vogne fra hele Bremens sporvognshistorie.
Museet har et sporvejsnet på to linjer:
- Linje 15: Den kører fra Hauptbahnhof til Sebaldsbrüsk.
- Linje 16: Den kører to forskellige ruter, henholdsvis "Altstadtring" eller "Neustadtring" begge fra Hauptbahnhof.